# José Mario Donizeti Baroni
José Mário Donizetti Baroni, mais conhecido como Zé Mário (Ribeirão Preto, 5 de janeiro de 1957 – Ribeirão Preto, 11 de fevereiro de 1978), foi um futebolista brasileiro que atuava como ponta-direita. Defendeu as cores do seu clube de coração, o Botafogo de Ribeirão Preto, e a Seleção Brasileira. Fez parte do elenco botafoguense que conquistou a Taça Cidade de São Paulo em 1977.

## Craque de Futebol
Foi um dos mais promissores pontas do futebol brasileiro, sendo lembrado por Osvaldo Brandão, técnico da Seleção Brasileira. Zé Mário jogou ao lado de Sócrates, Geraldão, João Carlos Motoca e Lorico. Foi considerado por muitos jornalistas esportivos a revelação do ano de 1977.

## Da alegria à tristeza
Zé Mário foi o primeiro jogador na história do futebol brasileiro, a ser convocado para a Seleção Brasileira atuando por um clube do interior. Justamente num momento de euforia, não só para o jogador, mas para toda a coletividade botafoguense, o médico da Seleção Brasileira Lídio Toledo, em exames de rotina, descobriu a grave doença do jogador.

## Jogos pelaSeleção Brasileira
Zé Mário, em 1977, defendeu o Brasil em duas oportunidades. Contra a Inglaterra e Seleção Paulista, ambos no Maracanã, logo após precisou ser afastado para tratamento, mas não foi possível se recuperar.

## Morte
Zé Mário foi internado no Hospital da Beneficência Portuguesa de Ribeirão Preto e no dia 11 de fevereiro de 1978, a morte do jogador foi anunciada. Morreu precocemente, aos 20 anos de idade, vitima de leucemia.